# Ndiswrapper

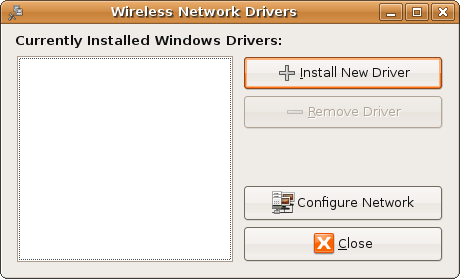
Ndisgtk

Az Ndiswrapper egy ingyenes, nyílt forráskódú program vezeték nélküli hálózati eszközökhöz Linux operációs rendszerre. Egyes gyártók nem támogatják az előbbi platformot, így lehetetlen hozzájuk meghajtóprogramokat (driver) írni információ hiányában. Az Ndiswrapper megvalósítja (modellezi) a Microsoft Windows kernelének NDIS API felületének dinamikus linkelését az eredeti gyári meghajtóprogramokkal.

## Használata
Az Ndiswrapper használatához szükségesek a Microsoft Windows operációs rendszerre írt meghajtóprogramok közül a „*.inf” és a „*.sys” állományok. Például: ha a saját meghajtóprogramot sajat_driver néven található a telepítő médián, akkor sajat_driver.inf, sajat_driver.sys és a gyártó azonosítója (eszközazonosító) vendorid:productid 3315:0002 (a példában egy TP-Link WN620G Wireless adapter szerepel konkrét gyártó/termék azonosítóval.) Amennyiben sikeresen telepítve lett az Ndiswrapper program, akkor az alábbi könyvtárban (/etc/ndiswrapper/sajat_driver) található 3 állomány:
- 0000:0000.conf, mely tartalmazza az egyéb információkat például a kicsomagolt inf állományról,
- „sajat_driver.inf” (az eredeti inf file)
- „sajat_driver.sys” (meghajtóprogram állománya)

## Grafikus felhasználói felület
Az Ndiswrapper programnak többféle felhasználói felület áll a rendelkezésére, például a Ndisgtk és a NdisConfig, amelyek a telepítéskor használhatóak grafikus felhasználói felületként (GUI).

## Külső hivatkozások
- Az Ndiswrapper honlapja
- Az ndisgtk honlapja
- Az NdisConfig honlapja

1. ↑  Version 1.63 released, 2020. május 3.